# Monique Dumais
Monique Dumais, née en 1939 à Rimouski et morte le 16 septembre 2017 dans la même ville, est une théologienne canadienne. Membre de la congrégation des Ursulines de l'union canadienne, elle est l'une des cofondatrices du groupe de femmes chrétiennes et féministes L'autre Parole en 1976.

## Biographie
Monique Dumais nait en 1939 à Rimouski, l'ainée d'une famille de dix enfants.

### Études
Monique Dumais est pensionnaire et étudiante au Collège des Ursulines de sa ville natale jusqu'en 1960, année où elle obtient son baccalauréat ès arts. Elle ne s'arrête cependant pas là et poursuit ses études pendant encore longtemps, que ce soit à Rimouski (Grand Séminaire, Université du Québec), à Québec (Université Laval), ou bien aux États-Unis (Université Notre-Dame-du-Lac, Harvard Divinity School, Union Theological Seminary). Titulaire de deux baccalauréats, le premier en philosophie (1968) et le second en théologie (1970), elle obtient par la suite une maitrise dans chacune de ces deux disciplines (d'abord en théologie en 1973, puis en philosophie en 1975), ainsi qu'un doctorat en théologie en 1976. Délivré par l'Union Theological Seminary, ce dernier diplôme sanctionne une thèse sur L'Église de Rimouski et un plan de développement (1963-1972).

### Carrière d'enseignante
Après avoir enseigné pendant cinq ans (de 1962 à 1967) au Collège des Ursulines, Monique Dumais devient professeure d'éthique sociale à l'Université du Québec à Rimouski en 1970. Au printemps 1980, elle est par ailleurs professeure invitée à l'Université Concordia.

### Engagement féministe et L'autre Parole
Impliquée dans le groupe de femmes de Rimouski La marée montante dans les années 1970, Monique Dumais est également l'une des trois cofondatrices de L'autre Parole, en 1976. Ainsi, c'est à l'occasion d'une rencontre entre femmes engagées dans l'Église et/ou en théologie, en aout de cette année-là à Rimouski, que Monique Dumais, Louise Melançon et Marie-Andrée Roy créent ce « collectif de femmes chrétiennes et féministes ».

## Pensée
Monique Dumais est, au Québec, l'une des principales artisanes de la circulation de la pensée des théologiennes féministes étasuniennes et canadiennes anglophones.

### Concepts-clés

#### Les expériences des femmes
Pour Monique Dumais, les femmes doivent cesser de se définir dans le langage masculin, supposé neutre et universel, si elles entendent sortir du patriarcat. Cette entreprise implique notamment d'intégrer leurs expériences dans la théologie, et plus encore leurs expériences « féministes » — « c'est-à-dire celles qui sont analysées sous le prisme de la domination et de la libération ».

#### La domination et la libération
Une approche féministe de la théologie doit, pour Monique Dumais, non seulement donner à voir les oppressions vécues par les femmes (la domination), mais aussi esquisser des voies d'émancipation (la libération). La théologienne nomme le passage du premier mouvement au second « la Pâque des femmes ».

#### Le corps et le souffle
Le corps chez Monique Dumais désigne « le tout de la personne dans sa matérialité ». Violentées et assignées à certains rôles (celui de mère, celui d'épouse) en raison de leurs corps, les femmes doivent pour se libérer se réapproprier ces derniers et les concevoir « hors du "déterminisme biologique" ». Ce faisant, elles se remplissent du Souffle de l'Esprit.
Quant au souffle, il s'agit pour Monique Dumais de l'énergie qu'insuffle aux femmes le féminisme, qui leur permet de se libérer.

#### La création-créativité et l'incarnation
Pour Monique Dumais, c'est en créant, en « imagin[ant] de nouvelles manières de faire », que les femmes pourront se libérer — « la créativité représente ainsi une capacité d'agir libératrice ». Concrètement, en théologie féministe, il s'agit, par exemple, de développer de nouvelles métaphores ou de réécrire à plusieurs, entre femmes, des passages de la Bible.
Pour Denise Couture, la théologienne soutient par ailleurs que « Dieu advient dans les expériences et les corps des femmes » — Il s'incarne en elles. Mais pour que cela se manifeste pleinement, les femmes ont besoin du Souffle, de se réapproprier leurs corps.

### Place de l'art
Théoricienne, Monique Dumais est également artiste. Ainsi, « son premier texte de jeunesse » est une pièce de théâtre : Propriétaire d'un jour, composée pour le Concours des Jeunes Auteurs de Radio-Canada. D'une durée de 30 minutes, celle-ci est jouée à la télévision de Radio-Canada le 21 juillet 1958. Avec les autres femmes de Houlda, le groupe rimouskois de L'autre Parole, elles écrivent et jouent également des saynètes féministes. Toujours au sein de L'autre Parole, Monique Dumais est à l'origine d'une pratique de « réécriture biblique », qui consiste à faire se réunir un groupe de femmes qui vont réécrire ensemble un passage de la biblique, de manière à y intégrer les « expériences des femmes ». Par ailleurs, tout au long de sa carrière, Monique Dumais ponctue régulièrement ses textes théoriques de poèmes qu'elle écrit elle-même — un procédé particulièrement visible dans Femmes faites chair. Pour Denise Couture, ces pratiques artistiques s'inscrivent dans une stratégie féministe : il s'agit pour Monique Dumais de « transmettre ses idées au-delà de la "rationalité patriarcale" ».
Enfin, Monique Dumais se fait également critique et rédige de très nombreuses recensions de productions artistiques, pour la plupart parues dans la revue de L'autre Parole.

## Œuvre
- L'Église de Rimouski dans un contexte de développement régional (1963-1972), Montréal, Fides, 1978, 395 p.
- Ferveurs d'une Théologienne, 1978, 83 p. (lire en ligne)
- Au point où j'en suis comme théologienne dans l'Église, 1979, 20 p. (lire en ligne)
- Les droits des femmes, Médiaspaul, coll. « Interpellations » (no 2), 1992, 132 p. (ISBN 289039526X)
- Diversité des utilisations féministes du concept expériences de femmes en sciences religieuses, Ottawa, CRIAW / ICREF, coll. « The CRIAW Papers / Les Documents de l'ICREF » (no 32), 1993, 54 p.
- Femmes et pauvreté, Médiaspaul, 1998
- Choisir la confiance, Médiaspaul, coll. « Interpellations » (no 12), 2001, 112 p. (ISBN 2-89420-440-X)
- Femmes et mondialisation, Médiaspaul, 2009

### Collaborations
- Monique Dumais et Marie-Andrée Roy (dir.), Souffles de femmes : lectures féministes de la religion, Éditions Pauline, 1988
- Groupe de recherche Éthos, Monique Dumais et Marie Beaulieu (prép.), Mener la barque à bon port : Cahier de réflexion éthique sur les interventions auprès des femmes en situation de pauvreté, 1998, 58 p. (ISBN 2-9800502-9-6)
- Monique Dumais (dir.), Franchir le miroir patriarcal : Pour une théologie des genres, Montréal, Fides, 2007, 344 p. (ISBN 978-27621-2713-3)
- Monique Dumais et Jean Richard, Église et communauté, Montréal, Fides, 2007, 339 p. (ISBN 978-2-7621-2772-0)